# Rodzina Gracie

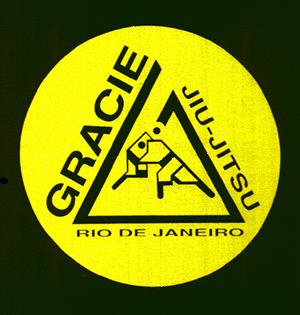
Logo Gracie Jiu-Jitsu

Rodzina Gracie (port. família Gracie) − brazylijska rodzina, z której wywodzą się utytułowani zawodnicy sportów walki. Jej członkowie są twórcami brazylijskiego jiu-jitsu.

## Historia
Przodkowie Graciech pochodzą ze Szkocji. Uznawany za protoplastę rodu, George Gracie w 1826 roku opuścił rodzinną wieś Low Carronhill koło Dumfries i wyemigrował do Brazylii. W 1917 roku jego wnuk, biznesmen Gastão Gracie, poznał przebywającego w Brazylii japońskiego mistrza judo, wychowanka Kōdōkanu, Mitsuyo Maedę. Będąc pod wrażeniem umiejętności Maedy, Gastão zaproponował, aby Japończyk został nauczycielem jego najstarszego syna, Carlosa (1902-1994). Maeda przystał na to i osobiście szkolił Carlosa w rozwijanych przez siebie technikach judo (znanego ówcześnie w Brazylii również jako Kano jiu-jitsu lub po prostu jiu-jitsu).
W 1925 roku Carlos założył w Rio de Janeiro swoją własną szkołę jiu-jitsu (Academia Gracie de Jiu-Jitsu), a następnie przekazał tajniki tej sztuki swoim czterem młodszym braciom, w tym − Hélio (1913-2009). Z biegiem lat bracia i ich potomkowie zaczęli modyfikować jiu-jitsu Maedy, zmieniając jego niektóre elementy lub dodając nowe − w szczególności odznaczył się na tym polu Rolls (1951-1983), syn Carlosa, który jako pierwszy z Graciech położył nacisk na trening przekrojowy, włączając w swój reżim treningowy m.in. zapasy, sambo i gimnastykę sportową. W rezultacie powstało tzw. Gracie jiu-jitsu, znane powszechnie jako brazylijskie jiu-jitsu.

## Członkowie
- Rickson Gracie (ur. 1958) − syn Hélio
- Royler Gracie (ur. 1965) − syn Hélio
- Royce Gracie (ur. 1966) − syn Hélio
- Renzo Gracie (ur. 1967) − wnuk Carlosa
- Roger Gracie (ur. 1981) − wnuk Carlosa
- Kyra Gracie (ur. 1985) − prawnuczka Carlosa

## Kultura masowa
Członkowie rodziny Gracie wystąpili w teledysku do utworu „Attitude” z albumu Roots brazylijskiej grupy metalowej Sepultura.